# Adam Kownacki
Adam Kownacki (ur. 27 marca 1989 w Łomży) – polski pięściarz wagi ciężkiej, zdobywca IBF International w 2019 r.

## Życiorys
W pierwszych latach życia mieszkał w Konarzycach. Mając 7 lat wyemigrował z rodzicami do Stanów Zjednoczonych. Zamieszkali w polskiej dzielnicy Greenpoint na Brooklynie. Podjął studia w college’u La Guardia. Przyjął także amerykańskie obywatelstwo.

## Kariera bokserska

### Kariera amatorska i wczesna zawodowa kariera
W boksie amatorskim dwukrotnie zwyciężył turniej Golden Gloves w Nowym Jorku. 
Na zawodowym ringu zadebiutował 30 października 2009 w Yonkers w stanie Nowy Jork, wygrywając przez techniczny nokaut w 1. rundzie z Amerykaninem Carossee Auponte w czterorundowej walce. 
2 kwietnia 2010 w Brooklynie Kownacki wygrał przez techniczny nokaut z Tyyabe Beale’em w 2. rundzie, a 22 maja 2010 w Tunica w stanie Mississippi z Yohanem Banksem przez nokaut w 4. rundzie. 
16 sierpnia 2010 w Newarku w stanie New Jersey Kownacki znokautował Amerykanina Damona Clementa w 2. rundzie.
2 sierpnia 2014 w Atlantic City wygrał przez techniczny nokaut w 5. rundzie w sześciorundowej walce z Charlesem Ellisem. 
1 listopada 2014 w Chicago pokonał przed czasem Amerykanina Jamala Woodsa, przez techniczny nokaut w 4. rundzie w ośmiorundowym pojedynku. 

### 2015-2019 i zdobycie pas IBF International
25 kwietnia 2015 w Chester znokautował w 1. rundzie Amerykanina Randy’ego Eastona. 
29 maja 2015 na Brooklynie w swojej dziesiątej walce na zawodowym ringu pokonał jednogłośnie na punkty 80:72, 79:73 i 79:73 Ekwadorczyka Ytalo Pereę (6-2-1, 4 KO). 
1 sierpnia 2015 w Brooklynie znokautował w 2. rundzie Amerykanina Maurenzo Smitha (12-10-3, 9 KO). 
16 sierpnia 2015 w Barclays Center w Nowym Jorku pokonał na punkty Danny’ego Kelly’ego. 
W kolejnej walce, którą stoczył 25 czerwca 2016 w nowojorskim Brooklynie zmierzył się z Jesse Barbozą, zwyciężając przez techniczny nokaut w 3. rundzie. 
Na gali Jack - DeGale 14 stycznia 2017 stoczył walkę z Amerykaninem, Joshuą Tufte. Zwyciężył przez TKO w 2. rundzie, dopisując 15. zwycięstwo w zawodowej karierze. 
14 lipca 2017 w Nassau Coliseum w Nowym Jorku pokonał przez techniczny nokaut w 4. rundzie Artura Szpilkę. 
20 stycznia 2018 w Barclays Center na Brooklynie pokonał przez techniczny nokaut w 6. rundzie Gruzina Iago Kiladze.
8 września 2018 w tym samym miejscu pokonał jednogłośnie na punkty 96:94, 96:94 i 96:94 byłego mistrza świata organizacji IBF Charlesa Martina. 26 stycznia 2019 ponownie Barclays Center na Brooklynie pokonał przez techniczny nokaut w 2. rundzie Amerykanina, Geralda Washingtona.
3 sierpnia 2019 w Barclays Center na Brooklynie pokonał jednogłośnie na punkty (118:110 i 117:111, 117:111) Chrisa Arreolę (38-6-1, 33 KO) i zdobył wakujący, interkontynentalny pas IBF wagi ciężkiej. Serwis CompuBox poinformował, że obaj zawodnicy pobili dwa rekordy wagi ciężkiej: wyprowadzili najwięcej ciosów w historii walk wagi ciężkiej 2172 i trafień 667.

### Seria porażek od 2020
7 marca 2020 w Barclays Centre na Brooklynie nieoczekiwanie przegrał przez TKO w 4 rundzie z Finem Robertem Heleniusem (30-3, 19 KO). Rewanż Kownackiego z Heleniusem odbył się 9 października 2021 roku. Starcie ponownie zwyciężył przez TKO reprezentant Finlandii, tym razem w późniejszej, szóstej rundzie. 
30 lipca 2022 w nowojorskim Barclays Center stoczył walkę z Alim Erenem Demirezenem. Doznał trzeciej porażki z rzędu przegrywając jednogłośnie (96-94, 97-93, 97-93). 

### Walka o pas mistrza Polski
Podczas gali Rocky Boxing Night, która odbyła się 2 marca 2024 w Koszalinie zawalczył z Kacprem Meyną o pas mistrza Polski wagi ciężkiej. Przegrał przez techniczny nokaut po zaledwie 45 sekundach pierwszej rundy, kiedy to został zasypany gradem ciosów przez rywala.

## Lista walk zawodowych w boksie
| Wynik      | Rekord   | Przeciwnik (bilans przed walką)   | Rozstrzygnięcie | Runda, czas  | Data                 | Miejsce                                                 | Uwagi |
| ---------- | -------- | --------------------------------- | --------------- | ------------ | -------------------- | ------------------------------------------------------- | --- |
| Przegrana  | 20-4 (1) | Kacper Meyna (11-1, 7 KO)         | TKO             | 1 (10), 0:45 | 2 marca 2024         | Hala Widowiskowo-Sportowa, Koszalin                     | Pojedynek o pas mistrza Polski w wadze ciężkiej. Main Event                                                                            |
| No contest | 20-3 (1) | Joe Cusumano (21-4, 19 KO)        | NC-ND           | 8 (10), 2:00 | 24 czerwca 2023      | The Theater at Madison Square Garden, Nowy Jork         | Pierwotnie zwycięstwo Cusumano przez TKO, później wynik zmieniony na No Contest po tym jak Cusumano nie przeszedł testu narkotykowego. |
| Przegrana  | 20-3     | Ali Eren Demirezen (16-1, 12 KO)  | UD              | 10           | 30 lipca 2022        | Barclays Center, Brooklyn, Nowy Jork                    | |
| Przegrana  | 20-2     | Robert Helenius (30-3, 18 KO)     | TKO             | 6 (12), 2:38 | 9 października 2021  | T-Mobile Arena, Las Vegas                               | |
| Przegrana  | 20-1     | Robert Helenius (29-3, 18 KO)     | TKO             | 4 (12), 1:08 | 7 marca 2020         | Barclays Center, Brooklyn, Nowy Jork                    | Pojedynek o wakujący pas WBA Gold w wadze ciężkiej.                                                                                    |
| Zwycięstwo | 20-0     | Chris Arreola (38-5-1, 33 KO)     | UD              | 12           | 3 sierpnia 2019      | Barclays Center, Brooklyn, Nowy Jork                    | Zdobył pas IBF International. |
| Zwycięstwo | 19-0     | Gerald Washington (19-2-1, 12 KO) | TKO             | 2 (10), 1:09 | 26 stycznia 2019     | Barclays Center, Brooklyn, Nowy Jork                    | |
| Zwycięstwo | 18-0     | Charles Martin (25-1-1, 23 KO)    | UD              | 10           | 8 września 2018      | Barclays Center, Brooklyn, Nowy Jork                    | |
| Zwycięstwo | 17-0     | Iago Kiladze (26-1, 18 KO}        | TKO             | 6 (10), 1:57 | 20 stycznia 2018     | Barclays Center, Brooklyn, Nowy Jork                    | |
| Zwycięstwo | 16-0     | Artur Szpilka (20-2, 15 KO)       | TKO             | 4 (10), 1:37 | 15 lipca 2017        | Nassau Veterans Memorial Coliseum, Uniondale, Nowy Jork | |
| Zwycięstwo | 15-0     | Joshua Tufte (19-1, 9 KO)         | TKO             | 2 (8), 2:40  | 14 stycznia 2017     | Barclays Center, Brooklyn, Nowy Jork                    | |
| Zwycięstwo | 14-0     | Jesse Barboza (11-1-1, 7 KO)      | TKO             | 3 (6), 0:56  | 25 czerwca 2016      | Barclays Center, Brooklyn, Nowy Jork                    | |
| Zwycięstwo | 13-0     | Danny Kelly (9-1-1, 8 KO)         | UD              | 8            | 16 stycznia 2016     | Barclays Center, Brooklyn, Nowy Jork                    | |
| Zwycięstwo | 12-0     | Rodney Hernandez (8-2-1, 1 KO)    | UD              | 8            | 10 października 2015 | Lowell Memorial Auditorium, Lowell, Massachusetts       | |
| Zwycięstwo | 11-0     | Maurenzo Smith (12-10-3, 9 KO)    | KO              | 2 (8), 2:26  | 1 sierpnia 2015      | Barclays Center, Brooklyn, Nowy Jork                    | |
| Zwycięstwo | 10-0     | Ytalo Perea (6-2-1, 4 KO)         | UD              | 8            | 29 maja 2015         | Barclays Center, Brooklyn, Nowy Jork                    | |
| Zwycięstwo | 9-0      | Randy Easton (3-7-1, 3 KO)        | KO              | 1 (6), 0:40  | 25 kwietnia 2015     | Harrah's Philadelphia, Chester, Pensylwania             | |
| Zwycięstwo | 8-0      | Jamal Woods (6-14-3, 6 KO)        | TKO             | 4 (8), 1:36  | 1 listopada 2014     | UIC Pavilion, Chicago, Illinois                         | |
| Zwycięstwo | 7-0      | Charles Ellis (9-1-1, 8 KO)       | TKO             | 5 (6), 0:15  | 2 sierpnia 2014      | Revel Resort, Atlantic City, New Jersey                 | |
| Zwycięstwo | 6-0      | Excell Holmes (2-2-1, 1 KO)       | TKO             | 2 (4), 0:41  | 29 marca 2014        | The Ballroom, Boardwalk Hall, Atlantic City, New Jersey | |
| Zwycięstwo | 5-0      | Calbert Lewis (0-2, 0 KO)         | TKO             | 2 (4), 1:43  | 20 kwietnia 2013     | The Theater at Madison Square Garden, Nowy Jork         | |
| Zwycięstwo | 4-0      | Damon Clement (0-2, 0 KO)         | KO              | 2 (4), 0:42  | 16 sierpnia 2010     | Prudential Center, Newark, New Jersey                   | |
| Zwycięstwo | 3-0      | Yohan Banks (3-3-3, 1 KO)         | KO              | 4 (4), 1:11  | 22 maja 2010         | Fitzgerald’s Casino & Hotel, Tunica, Mississippi        | |
| Zwycięstwo | 2-0      | Tyyab Beale (2-2, 1 KO)           | TKO             | 2 (4), 0:53  | 2 kwietnia 2010      | Masonic Temple, Brooklyn, Nowy Jork                     | |
| Zwycięstwo | 1-0      | Carossee Auponte (0-2, 0 KO)      | TKO             | 1 (4), 0:22  | 30 października 2009 | PAL Gym, Yonkers, Nowy Jork                             | |

TKO – techniczny nokaut, KO – nokaut, UD – jednogłośna decyzja, SD- niejednogłośna decyzja, MD – decyzja większości, PTS – walka zakończona na punkty, DQ – dyskwalifikacja